# Zbysława de Kiev
Zbysława de Kiev (en russe : Сбыслава Святополковна, en ukrainien : Збислава Святополківна, en polonais : Zbysława kijowska), née vers 1085/90 et morte vers 1112/14, est une princesse de la dynastie des Riourikides, fille de Sviatopolk II, grand-prince de Kiev. Elle fut duchesse de Pologne de 1102 à sa mort par son mariage avec Boleslas III Bouche-Torse.

## Biographie
Zbysława est la fille aînée de Sviatopolk II, issue de son noble mariage avec une princesse des Přemyslides, peut-être une fille anonyme du duc Spytihněv II de Bohême. Son père, grand-prince de Kiev à partir de 1093, a combattu contre les Coumans (Polovtses) et est également impliqué dans les conflits internes de la Rus' de Kiev. Au congrès de Lioubetch, en 1097, les princes de la dynastie des Riourikides s'efforcent de trouver un équilibre et un abandon général de la règle de séniorat en droit des successions ; toutefois, la réunion ne constituerait pas une amélioration durable.
D'autre part, le jeune duc de Pologne, Boleslas III Bouche-Torse de la maison Piast, s'allie avec Sviatopolk II et le roi Ladislas Ier de Hongrie au cours de sa lutte pour la souveraineté contre son demi-frère aîné Zbigniew. Afin de sceller son alliance avec le grand-prince de Kiev, il épouse Zbysława qui, selon la Chronique des temps passés, a été envoyée à sa cour le 16 novembre 1102. Deux ans plus tard, la sœur cadette de Zbysława, Predslava, se marie au prince Álmos de Hongrie, neveu du roi Ladislas Ier. En 1107, Boleslas s'était imposé face à son demi-frère.
La date de la mort de Zbysława n'est pas connue avec précision. Certaines sources la situent entre 1109 à 1112,. D'autre la situe plutôt en 1114. Toujours est-il qu'en 1115, Boleslas III épouse Salomé, fille du comte Henri de Berg-Schelklingen.

## Mariage et descendance
De son mariage avec Boleslas III Bouche-Torse, Zbysława eut deux enfants :
- Ladislas II (1105-1159), duc de Silésie et princeps de Pologne de 1138 à 1146 ;
- Judith (1111-?), épouse de Vsevolod Davidovich, prince de Mourom.

Le conflit entre Ladislas et ses demi-frères cadets, les fils de Salomé von Berg, a entraîné la période de démembrement territorial (rozbicie dzielnicowe) qui a divisé la Pologne durant presque deux siècles.

## Sources
- (en) Cet article est partiellement ou en totalité issu de l’article de Wikipédia en anglais intitulé « Zbyslava of Kiev » (voir la liste des auteurs).